# Scheldevallei Moerzeke-Kastel
Scheldevallei Moerzeke-Kastel is een middelgroot natuurgebied in de Oost-Vlaamse gemeente Hamme. Het gebied wordt beheerd door Natuurpunt.
Het gebied ligt ten oosten van de kom van Moerzeke en Kastel en ten westen van de Schelde die hier nog getijdewerking kent. Van belang is het Lippenbroek, waar een zoetwatergetijdengebied werd aangelegd, bestaande uit schorren en slikken. Op de schorren broedt de blauwborst, de rietgors en de kleine karekiet. In de binnendijkse polders zijn diverse wielen te vinden en ook turfgaten en gegraven visvijvers. Hier werden in het verleden veel populieren aangeplant, en deze plantages worden geleidelijk in gemengd bos omgezet. Er zijn veel knotwilgen die een broedplaats voor de steenuil vormen.

## Toegankelijkheid
In het gebied zijn wandelroutes uitgezet.